# رالی قطب شمال فنلاند ۲۰۲۱
رالی قطب شمال فنلاند ۲۰۲۱ (همچنین به عنوان رالی قطب شمال فنلاند با پشتیبانی از کپیتال‌باکس ۲۰۲۱ شناخته می‌شود) یک رویداد اتومبیل رانی برای خودروهای رالی بود که طی سه روز بین ۲۶ و ۲۸ فوریه ۲۰۲۱ برگزار شد. این رویداد پنجاه و هفتمین دوره رالی قطب شمال بود و همچنین اولین بار بود که این رویداد به عنوان رویداد مسابقات رالی قهرمانی جهان برگزار می‌شد. این رویداد دومین دوراز مسابقات رالی قهرمانی جهان ۲۰۲۱، مسابقات قهرمانی رالی جهان-۲ و قهرمانی رالی جهان-۳ بود. رویداد ۲۰۲۱ در رووانیمی در لاپلند در ده مرحله ویژه با مجموعمسافت کلی ۲۵۱٫۰۸ کیلومتر (۱۵۶٫۰۱ مایل) مسابقه برگزار شد.
کاله رووانپرا و یون هالتونن برندگان رویداد گذشته این رالی بودند، آنها در سال ۲۰۲۰ توانستند این رالی را که بخشی از قهرمانی رالی فنلاند بود، به پیروزی برسند.
اوت تاناک و مارتین جروئوجا در این رویداد به پیروزی رسیدند. اساپکا لاپی و یان فرم در کلاس رالی قهرمانی جهان ۲ به پیروزی رسیدند، در حالی که تیمو آسونما و مارکو سالمینن برندگان کلاس رالی قهرمانی جهان ۳ بودند.

## پیش‌زمینه

### اضافه شدن به تقویم
رالی قطب شمال در تقویم اولیه منتشر شده توسط شورای جهانی موتوراسپورت قرار نداشت. این رویداد زمانی که رالی سوئد به دلیل دنیاگیری کووید-۱۹  لغو شد به تقویم اضافه شد. رالی قطب شمال به جای شش رویداد ذخیره دیگر انتخاب شد، زیرا رالی سوئد تنها رویداد برفی در تقویم بود و هیچ‌کدام از رویدادهای ذخیره برنامه‌ای برای برگزاری در برف نداشتند.